# Mistrovství České republiky v atletice 1997
Mistrovství České republiky v atletice 1997 se uskutečnilo ve dnech 5.–6. července 1997 v Třinci.

## Medailisté

### Muži
| Soutěž                        | Zlato                                                                      | Stříbro                                                                    | Bronz                                                                     |
| 100 m                         | Martin Duda 10.44                                                          | Ivan Šlehobr 10.46                                                         | Ivo Krsek 10.47                                                           |
| 200 m                         | Martin Morkes 20.92                                                        | Tomáš Dřímal 21.22                                                         | Ludvík Bohman 21.43                                                       |
| 400 m                         | Jiří Šveněk 48.13                                                          | Radek Votava 48.60                                                         | Karel Bláha 48.84                                                         |
| 800 m                         | Lukáš Vydra 1:51.45                                                        | Karel Znojil 1:52.32                                                       | Kamil Hůrka 1:53.59                                                       |
| 1500 m                        | Miloslav Suchý 3:54.58                                                     | Stanislav Vrba 3:54.68                                                     | Luboš Pokorný 3:54.68                                                     |
| 5000 m                        | Milan Drahoňovský 14:18.70                                                 | Michael Nejedlý 14:21.74                                                   | Radomír Soukup 14:35.27                                                   |
| 10 000 m                      | Jan Pešava 29:28.50                                                        | Jan Bláha 29:59.38                                                         | Jiří Hnilička 30:10.18                                                    |
| 110 m př.                     | Tomáš Dvořák 13.66                                                         | Viktor Zbožínek 14.35                                                      | Roman Šebrle a Matěj Haranta 14.49                                        |
| 400 m př.                     | Jiří Mužík 49.34                                                           | Lukáš Souček 49.64                                                         | David Nikodým 50.70                                                       |
| 3000 m př.                    | Michael Nejedlý 8:46.24                                                    | Jiří Šoptenko 8:48.50                                                      | David Gerych 9:06.42                                                      |
| 4 × 100 m                     | Tomáš Dvořák Martin Morkes Tomáš Dřímal Ivo Krsek Dukla Praha 40.00        | Ondřej Veselý Adam Ptáček Pavel Pospíšil Karel Sobotka SSK Vítkovice 42.07 | Roman Šebrle Ondřej Zeman Roman Zubek Josef Hodač Dukla Praha B 42.45     |
| 4 × 400 m                     | David Nikodým Martin Jareš Karel Bláha Jan Poděbradský Dukla Praha 3:13.21 | Petr Šarapatka Jan Verner Pavel Marek Roman Oravec Slavia Praha 3:16.05    | Jakub Havlín Martin Braniš Pavel Tomíček Radek Votava Olymp Praha 3:17.53 |
| Skok do výšky                 | Jan Janků 219                                                              | Tomáš Janků 216                                                            | Milan Čermák 213                                                          |
| Skok o tyči                   | Martin Kysela 540                                                          | Petr Špaček 530                                                            | Aleš Hončl 510                                                            |
| Skok daleký                   | Milan Kovář 808                                                            | Roman Orlík 782                                                            | Milan Gombala 776                                                         |
| Trojskok                      | Jiří Kuntoš 16.15                                                          | Milan Mikuláš 15.82                                                        | Martin Sýkora 15.78                                                       |
| Vrh koulí                     | Miroslav Menc 20.15                                                        | Martin Bílek 18.68                                                         | Petr Stehlík 18.47                                                        |
| Hod diskem                    | Libor Malina 62.10                                                         | Zdeněk Kohout 56.44                                                        | Stanislav Kovář 56.38                                                     |
| Hod kladivem                  | Pavel Sedláček 77.24                                                       | Vladimír Maška 75.40                                                       | Josef Štěpánek 60.96                                                      |
| Hod oštěpem                   | Patrick Landmesser 74.56                                                   | Petr Novák 73.46                                                           | Tomáš Mráček 72.08                                                        |
| Desetiboj Praha 14.–15.6.1997 | Kamil Damašek 7936 bodů                                                    | Martin Jelínek 7506 bodů                                                   | Vít Rus 6612 bodů                                                         |
| 20 km chůze Rumburk 6.4.1997  | Tomáš Kratochvíl 1:21:36                                                   | Miloš Holuša 1:21:58                                                       | Hubert Sonnek 1:22:23                                                     |

### Ženy
| Soutěž                       | Zlato                                                                                  | Stříbro                                                                              | Bronz                                                                                       |
| 100 m                        | Hana Benešová 11.45                                                                    | Pavlína Vostatková 11.50                                                             | Zdeňka Mušínská 11.78                                                                       |
| 200 m                        | Pavlína Vostatková 23.46                                                               | Helena Fuchsová 23.67                                                                | Kateřina Glosová 24.77                                                                      |
| 400 m                        | Helena Fuchsová 51.86                                                                  | Naděžda Koštovalová 52.23                                                            | Jitka Burianová 53.75                                                                       |
| 800 m                        | Ludmila Formanová 2:02.27                                                              | Andrea Šuldesová 2:04.93                                                             | Michaela Nová 2:10.01                                                                       |
| 1500 m                       | Renata Hoppová 4:35.35                                                                 | Jana Klimešová 4:36.37                                                               | Jarmila Halířová 4:37.09                                                                    |
| 5000 m                       | Jana Kučeríková 16:35.82                                                               | Petra Drajzajtlová 16:49.78                                                          | Věra Horká 17:09.50                                                                         |
| 10 000 m                     | Iva Jurková 34:23.46                                                                   | Monika Deverová 35:19.42                                                             | Renata Kvitová 35:19.80                                                                     |
| 100 m př.                    | Iveta Rudová 13.22                                                                     | Nikola Špinová 13.58                                                                 | Andrea Novotná 13.66                                                                        |
| 400 m př.                    | Martina Blažková 58.25                                                                 | Dagmar Votočková 58.92                                                               | Dagmar Urbánková 59.12                                                                      |
| 4 × 100 m                    | Kateřina Štočková Lucie Hošková Lucie Jarošová Pavlína Vostatková Slavia Praha 46.93   | Nikola Špinová Šárka Beránková Helena Vinařová Pavla Sichová Olymp Praha 47.15       | Petra Hlavatá Bohdana Válková Radana Volná Markéta Pernická SSK Vítkovice 47.49             |
| 4 × 400 m                    | Michaela Kutišová Naděžda Koštovalová Olga Čaňková Helena Fuchsová Olymp Praha 3:44.04 | Andrea Votočková Šárka Horsáková Lucie Hošková Martina Blažková Slavia Praha 3:50.88 | Petra Smržová Pavlína Vondrková Klára Dubská Dana Vaňková Sokol SŠ České Budějovice 3:51.86 |
| Skok do výšky                | Zuzana Kováčiková 190                                                                  | Alena Nezdařilová 184                                                                | Inge Janků 181                                                                              |
| Skok o tyči                  | Daniela Bártová 433                                                                    | Pavla Hamáčková 390                                                                  | Šárka Mládková 380                                                                          |
| Skok daleký                  | Martina Žabková 615                                                                    | Helena Vinařová 603                                                                  | Dana Žemličková 602                                                                         |
| Trojskok                     | Šárka Kašpárková 14.19                                                                 | Eva Doležalová 13.13                                                                 | Ljuba Dušilová 12.87                                                                        |
| Vrh koulí                    | Zdeňka Šilhavá 16.55                                                                   | Alice Matějková 16.25                                                                | Lucie Vrbenská 15.96                                                                        |
| Hod diskem                   | Alice Matějková 58.64                                                                  | Zdeňka Šilhavá 57.20                                                                 | Věra Pospíšilová 47.54                                                                      |
| Hod kladivem                 | Markéta Procházková 55.44                                                              | Jana Lejsková 54.18                                                                  | Lucie Vrbenská 50.20                                                                        |
| Hod oštěpem                  | Nikola Tomečková 62.96                                                                 | Helena Brejchová 52.50                                                               | Jarmila Klimešová 49.86                                                                     |
| Sedmiboj Praha 14.–15.6.1997 | Jana Klečková 5531 bodů                                                                | Hana Doleželová 5334 bodů                                                            | Petra Šebelková 4993 bodů                                                                   |
| 10 km chůze Rumburk 6.4.1997 | Tamara Heroldová 49:19                                                                 | Blanka Kožíková 49:55                                                                | Dana Vavřačová 50:22                                                                        |